# Генерал-губернаторство Бразилія
Генерал-губернаторство Брази́лія (Governo-Geral do Brasil) — колоніальна адміністрація Португальської імперії на території сучасної Бразилії. Губернаторство було еквівалентним за статусом віцекоролівству, хоча титул віцекороля не використовувався до початку XVIII століття. Утворенням керував генерал-губернатор, який підпорядковувався короні. Генерал-губернатор мав пряму владу над установчими королівськими капітанствами та номінальну, але нечітко визначену владу над донатними капітанствами. Один капітанський пост Дуарте Коельо в Пернамбуку був звільнений королівським указом від влади генерал-губернаторів.

## Історія
У 1549 році, щоб вирішити проблему управління своїми південноамериканськими колоніями, король Португалії Жуан III заснував генерал-губернаторство Бразилії. Губернаторство об'єднало п'ятнадцять первісних донатських капітанських колоній, деякі з яких повернулися до Корони, а інші були залишені, в одну колонію, але кожна капітанія продовжувала існувати як провінційна адміністративна одиниця губернаторства. Протягом двох коротких періодів з 1572–78 та 1607–13 років генерал-губернаторство Бразилії було поділено на генерал- губернаторство Ріо-де-Жанейро на півдні та генерал-губернаторство Баїя на півночі.
У 1621 році генерал-губернаторство Бразилії було розділено на дві колонії — Бразилія та Мараньян.

## Поділ
З оригінальних капітанств були вирізані додаткові капітанії дарувальників.

### При намісництвах створювалися капітанії
- Капітанство Параіба
- Капітанство Ріо-Гранде-де-Норте
- Капітанство Кабо Фріо
- Капітанство Парагуасу
- Капітанство Ітапаріка та Ітамарандіба

Північна частина капітанії Сан-Вісенте була перейменована на капітанію Ріо-де-Жанейро .